# Auriac-sur-Vendinelle
Auriac-sur-Vendinelle är en kommun i departementet Haute-Garonne i regionen Occitanien i södra Frankrike. Kommunen ligger i kantonen Caraman som tillhör arrondissementet Toulouse. År 2022 hade Auriac-sur-Vendinelle 1 080 invånare.

## Befolkningsutveckling
Antalet invånare i kommunen Auriac-sur-Vendinelle
Referens:INSEE